# Red Green
Pour les articles homonymes, voir Green.
Christopher Redvers Green (né le 12 décembre 1899 à Sudbury, dans la province de l'Ontario au Canada – mort le 25 juillet 1966) est un joueur professionnel canadien de hockey sur glace,.

## Carrière de joueur
Après une carrière junior en Ontario, il devient joueur professionnel en se joignant aux Tigers de Hamilton en 1923-1924. Au cours de sa deuxième saison avec les Tigers, pendant une partie contre les St. Pats de Toronto, il devient le 5e joueur à marquer cinq buts lors d'une seule rencontre, tous réussis contre le gardien de but John Ross Roach.
Il joue dans la Ligue nationale de hockey jusqu'au terme de la saison 1928-1929. Il évolue ensuite trois saisons dans l'Association américaine de hockey avant de prendre sa retraite.

## Statistiques de carrière
| Saison     | Équipe                   | Ligue      |     | Saison régulière | Saison régulière | Saison régulière | Saison régulière | Saison régulière |    | Séries éliminatoires | Séries éliminatoires | Séries éliminatoires | Séries éliminatoires | Séries éliminatoires |
| Saison     | Équipe                   | Ligue      | PJ  | B                | A                | Pts              | Pun              | PJ               | B  | A                    | Pts                  | Pun                  |                      |                      |
| 1917-1918  | De la Salle de Toronto   | OHA Jr.    |     |                  |                  |                  |                  |                  |    |                      |                      |                      |                      |                      |
| 1918-1919  | Canoe Club de Parkdale   | OHA Jr.    |     |                  |                  |                  |                  |                  |    |                      |                      |                      |                      |                      |
| 1919-1920  | Wolves de Sudbury        | NOHA       | 5   | 15               | 4                | 19               | 2                | 2                | 13 | 3                    | 16                   | 2                    |                      |                      |
| 1920-1921  | Sailors de Port Colborne | OHA Sr.    |     |                  |                  |                  |                  |                  |    |                      |                      |                      |                      |                      |
| 1921-1922  | Wolves de Sudbury        | NOHA       | 9   | 22               | 9                | 31               | 8                | -                | -  | -                    | -                    | -                    |                      |                      |
| 1922-1923  | Wolves de Sudbury        | NOHA       | 7   | 6                | 5                | 11               | 16               | 2                | 1  | 2                    | 3                    | 4                    |                      |                      |
| 1923-1924  | Tigers de Hamilton       | LNH        | 23  | 11               | 2                | 13               | 31               | -                | -  | -                    | -                    | -                    |                      |                      |
| 1924-1925  | Tigers de Hamilton       | LNH        | 30  | 19               | 15               | 34               | 81               | -                | -  | -                    | -                    | -                    |                      |                      |
| 1925-1926  | Americans de New York    | LNH        | 35  | 13               | 4                | 17               | 42               | -                | -  | -                    | -                    | -                    |                      |                      |
| 1926-1927  | Americans de New York    | LNH        | 43  | 10               | 4                | 14               | 53               | -                | -  | -                    | -                    | -                    |                      |                      |
| 1927-1928  | Americans de New York    | LNH        | 40  | 6                | 1                | 7                | 67               | -                | -  | -                    | -                    | -                    |                      |                      |
| 1928-1929  | Reds de Providence       | Can-Am     | 7   | 2                | 1                | 3                | 4                | -                | -  | -                    | -                    | -                    |                      |                      |
| 1928-1929  | Cougars de Détroit       | LNH        | 2   | 0                | 0                | 0                | 0                | -                | -  | -                    | -                    | -                    |                      |                      |
| 1928-1929  | Bruins de Boston         | LNH        | 22  | 0                | 0                | 0                | 16               | 1                | 0  | 0                    | 0                    | 0                    |                      |                      |
| 1929-1930  | Hornets de Duluth        | AHA        | 48  | 14               | 3                | 17               | 81               | 3                | 0  | 0                    | 0                    | 10                   |                      |                      |
| 1930-1931  | Hornets de Duluth        | AHA        | 42  | 8                | 2                | 10               | 60               | 3                | 0  | 0                    | 0                    | 0                    |                      |                      |
| 1931-1932  | Oilers de Tulsa          | AHA        | 2   | 0                | 0                | 0                | 2                | -                | -  | -                    | -                    | -                    |                      |                      |
| Totaux LNH | Totaux LNH               | Totaux LNH | 195 | 59               | 26               | 85               | 290              | 1                | 0  | 0                    | 0                    | 0                    |                      |                      |

## Récompenses
- 1922 : nommé dans la 1re équipes d'étoiles de la NOHA

## Parenté dans le sport
- Frère de Shorty Green.